# Moscow Challenge
Moscow Challenge — легкоатлетические соревнования, которые проводились на стадионе Лужники в Москве с 2003 года. В 2012—2014 гг. были одним из этапов IAAF World Challenge.

## Рекорды соревнований

### Мужчины
| Вид             | Рекорд           | Атлет              | Гражданство | Дата         |
| --------------- | ---------------- | ------------------ | ----------- | ------------ |
| 200 метров      | 20.58 (-0.3 m/s) | Александр Бреднев  | Россия      | 11 июня 2012 |
| 400 метров      | 45.51            | Павел Тренихин     | Россия      | 11 июня 2012 |
| 3000 метров     | 7:59.89          | Корнелиус Кангого  | Кения       | 11 июня 2012 |
| 10 000 метров   | 28:35.95         | Евгений Рыбаков    | Россия      | 11 июня 2012 |
| 400 метров с/б  | 49.87            | Владимир Антманис  | Россия      | 11 июня 2012 |
| 3000 метров с/п | 8:20.55          | Бирхан Гетахун     | Эфиопия     | 11 июня 2012 |
| Толкание ядра   | 20.86 м          | Максим Сидоров     | Россия      | 11 июня 2012 |
| Метание диска   | 64.20 м          | Богдан Пищальников | Россия      | 11 июня 2012 |

### Женщины
| Вид             | Рекорд           | Атлет                  | Гражданство       | Дата         |
| --------------- | ---------------- | ---------------------- | ----------------- | ------------ |
| 100 метров      | 11.19 (-0.1 m/s) | Тамека Уильямс         | Сент-Китс и Невис | 11 июня 2012 |
| 400 метров      | 50.78            | Наталья Назарова       | Россия            | 11 июня 2012 |
| 800 метров      | 1:57.93          | Мария Савинова         | Россия            | 11 июня 2012 |
| 10 000 метров   | 31:07.88         | Елизавета Гречишникова | Россия            | 11 июня 2012 |
| 3000 метров с/п | 9:35.72          | Наталья Горчакова      | Россия            | 11 июня 2012 |
| Прыжок в высоту | 1.98 м           | Светлана Школина       | Россия            | 11 июня 2012 |